# Tovarnițea, Putila
Tovarnițea (în ucraineană Товарниця, transliterat: Tovarnîțea) este un sat în raionul Putila din regiunea Cernăuți (Ucraina), depinzând administrativ de comuna Răstoace. Are 256 locuitori, în totalitate ucraineni (huțuli).
Satul este situat la o altitudine de 833 metri, în partea de nord a raionului Putila.

## Istorie
Localitatea Tovarnițea a făcut parte încă de la înființare din regiunea istorică Bucovina a Principatului Moldovei. În ianuarie 1775, ca urmare a atitudinii de neutralitate pe care a avut-o în timpul conflictului militar dintre Turcia și Rusia (1768-1774), Imperiul Habsburgic (Austria de astăzi) a primit o parte din teritoriul Moldovei, teritoriu cunoscut sub denumirea de Bucovina. După anexarea Bucovinei de către Imperiul Habsburgic în anul 1775, localitatea Tovarnițea a făcut parte din Ducatul Bucovinei, guvernat de către austrieci. 
După Unirea Bucovinei cu România la 28 noiembrie 1918, satul Tovarnițea a făcut parte din componența României, în Plasa Răstoacelor a județului Storojineț. Pe atunci, majoritatea populației era formată din ucraineni. 
Ca urmare a Pactului Ribbentrop-Molotov (1939), Bucovina de Nord a fost anexată de către URSS la 28 iunie 1940, reintrând în componența României în perioada 1941-1944. Apoi, Bucovina de Nord a fost reocupată de către URSS în anul 1944 și integrată în componența RSS Ucrainene. 
Începând din anul 1991, satul Tovarnițea face parte din raionul Putila al regiunii Cernăuți din cadrul Ucrainei independente. Conform recensământului din 1989, toți locuitorii satului s-au declarat ucraineni . În prezent, satul are 256 locuitori, în totalitate ucraineni.

## Demografie
Componența lingvistică a localității Tovarnițea
     Ucraineană (99,61%)
     Alte limbi (0,39%)
Conform recensământului din 2001, majoritatea populației localității Tovarnițea era vorbitoare de ucraineană (99,61%), existând în minoritate și vorbitori de alte limbi.
1989: 267 (recensământ) 
2007: 256 (estimare)